# 8-as busz (Szolnok)
A szolnoki 8-as jelzésű autóbusz a Vasútállomás és a Lengyel Antal tér között közlekedik, kizárólag munkanapokon. A kora reggeli és az esti órákban, illetve hétvégente a 28-as busz pótolja, ami Szandaszőlősön betér a Tóth Árpád úti végállomáshoz is. A járatot a Volánbusz üzemelteti.

## Útvonala
| Vasútállomás → Lengyel Antal tér → Vasútállomás |
| --- |
| Vasútállomás vá. – Jubileum tér – Baross utca – Kossuth Lajos út – Szabadság tér – Kertész utca – Vörösmező utca – Simon Ferenc utca – Lengyel Antal tér mh. – Simon Ferenc utca – Karinthy Frigyes út – Kertész utca – Szabadság tér – Kossuth Lajos út – Baross utca – Vasútállomás vá. |

## Megállóhelyei
Az átszállási kapcsolatok között az azonos útvonalon közlekedő 7-es, 27-es és 28-as busz nincs feltüntetve. A 7-es és a 27-es a szandaszőlösi hurkot az ellentétes irányban teszi meg. A 27-es és a 28-as Szandaszőlösön betér a Tóth Árpád úti végállomásra is.
| 0  | Vasútállomás végállomás                       | 25 | 2Y, 6, 6Y, 8Y, 13, 13Y, 14, 15, 15Y, 16, 17, 24, 24A, 33, 38 Helyközi buszok S50 G50 Z50 S60 G60 Z60 S220 S820 IC, EC, EN, sebesvonat, gyorsvonat, expresszvonat |
| 2  | Jólét ABC                                     | 23 | 2Y, 6, 6Y, 7Y, 8Y, 11, 15Y, 17, 21 |
| 4  | Petőfi Sándor út (↓) Móricz Zsigmond utca (↑) | 22 | 2, 2Y, 6, 6Y, 7Y, 8Y, 11, 15Y, 17, 21 |
| 6  | Szapáry út                                    | 20 | 1, 1A, 1Y, 2, 2Y, 6, 6Y, 7Y, 8Y, 9, 11, 15Y, 17, 20, 21, 23 |
| 8  | Szabadság tér                                 | 18 | 2, 2Y, 6, 6Y, 7Y, 8Y, 15Y, 17, 34B |
| 10 | Tiszaliget                                    | 16 | 6, 6Y, 7Y, 8Y, 17, 37 Helyközi buszok |
| 12 | Bevásárlópark                                 | 14 | 7Y, 8Y, 41 Helyközi buszok |
| 13 | Kertváros (Tiszavirág utca)                   | 13 | 7Y, 8Y, 41 |
| 15 | Sportrepülőtér                                | 11 | 7Y, 8Y, 38, 41 |
| 16 | Barack utca                                   | 10 | 7Y, 8Y, 38, 41 |
| 17 | Szilvás utca                                  | 9  | 7Y, 8Y, 38, 41 Helyközi buszok |
| 19 | Szabó Pál utca                                | ∫  | 8Y, 38, 41 |
| 20 | Nagymező utca                                 | ∫  | 8Y, 38, 41 |
| 21 | Gázcseretelep                                 | ∫  | 7Y, 8Y, 38, 41 |
| ∫  | Krúdy Gyula utca                              | 7  | 7Y |
| ∫  | Repülőtér bejárati út                         | 6  | 7Y, 41 Helyközi buszok Távolsági járatok |
| ∫  | Kassák Lajos utca                             | 5  | 7Y, 41 |
| ∫  | Simon Ferenc út                               | 3  | 7Y, 41 Helyközi buszok |
| ∫  | Kiss János utca                               | 1  | 7Y, 41 |
| 22 | Lengyel Antal tér végállomás                  | 0  | 7Y, 41 |